# مریدیت ویرا
مریدیت ویرا (انگلیسی: Meredith Vieira؛ زاده ۳۰ دسامبر ۱۹۵۳)، روزنامه‌نگار، شخصیت تلویزیونی، میزبان برنامه، و میزبان مسابقه تلویزیونی، اهل امریکا است.